# Елюотропний ряд
Елюотропний ряд (рос. элюотропный ряд, англ. eluotropic serie) — у рідинній хроматографії— ряд розчинників, розташованих за їх полярністю, яка оцінюється за експериментально визначеними силою вимивання або індексом полярності. За індексом полярності (наведено в дужках) розчинники розташовуються в ряд:
флуороалкани(–2), циклогексан(0.04), толуол (2.4), тетрагідрофуран(4.0), діоксан(4.8), ацетонітрил(5.8), нітрометан(6.0), вода(10.2).